# Peter Andreas Heiberg
Peter Andreas Heiberg (Vordingborg, 16 de noviembre de 1758-París, 30 de abril de 1841) fue un filólogo, poeta, dramaturgo y escritor revolucionario danés.

## Biografía

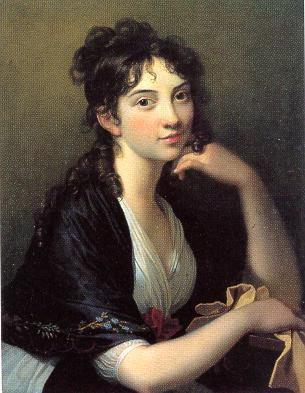
Su esposa, la escritora Thomasine Buntzen.

La estirpe de Heiberg se remonta a Noruega y había producido con frecuencia eclesiásticos, docentes y académicos. Su padre fue el director de la escuela primaria noruega de Vordingborg Ludvig Heiberg, mientras que su madre fue Inger Margrethe, la hija de un vicario. Su padre murió cuando Heiberg contaba solo dos años y su madre se mudó con sus hijos para vivir con su padre en Vemmetofte, cerca de la ciudad de Faxe (Zelanda). Este fue el hogar de Heiberg hasta que ingresó a la escuela primaria, donde se graduó en 1774. Después estudió filología en Copenhague y se examinó en 1777.
En 1779 abandonó Copenhague, presumiblemente a causa de deudas de juego, y marchó a Suecia para unirse al ejército sueco. Un año y medio más tarde abandonó la carrera militar y tras pasar una temporada en Uppsala, fue a Bergen y se quedó con su tío durante tres años. Allí conoció a varios escritores y se convenció para comenzar a escribir él mismo. Tras su regreso a Copenhague, usó sus habilidades lingüísticas para conseguir un trabajo como intérprete. Heiberg también tradujo Eusebius, eller hvad Frugt man høster af Dyden i vore Tider del escritor francés Jean-Charles Laveaux, una obra tan crítica con la clase alta que decidió hacerlo de forma anónima. En 1790 se casó con la futura escritora danesa Thomasine Buntzen, de 16 años, con quien tuvo a su hijo, el futuro dramaturgo Johan Ludvig Heiberg.
Admirador y amigo del escritor Niels Ditlev Riegels e impregnado de Ilustración y de literatura francesa, su ideología quedó firmemente asociada a la Revolución y mientras trabajaba como asistente de un notario público en Copenhague compuso versos y sátiras en prosa en los que atacaba el esnobismo social y el conservadurismo político. Un ejemplo representativo es su obra De Vonner og de Vanner (1792). Su novela Rigsdalersedlens Hændelser ("Las aventuras de un billete de banco", 1789) critica acerbamente a los mercaderes, a la nobleza y la influencia alemana en Dinamarca. Esta novela enfureció mucho a la clase alta danesa, pero Heiberg siguió escribiendo canciones, artículos, ensayos y obras de teatro (una pieza teatral suya, Heckingborn, fue traducida al inglés en 1799 con el título de Poverty and Wealth). Esta crítica política llevó a Heiberg a ser desterrado en la víspera de Navidad de 1799 tras publicar Examen del lenguaje (1799). Anteriormente ya había recibido muchas advertencias y multas por sus críticas al gobierno, pero unas nuevas leyes de censura más severas aprobadas en septiembre de 1799 lo acusaron y condenaron retroactivamente al destierro. Concedieron el divorcio a su esposa en 1800 por este motivo y se casó con Carl Frederik Gyllembourg y a partir de entonces, Heiberg se estableció solo en París, donde vivió hasta su muerte en 1841. No pudo volver a publicar nada más en su patria. Trabajó en el Ministerio de Asuntos Exteriores para Talleyrand hasta que su vista empezó a deteriorarse en 1817. Su hijo vino a París a visitar a su padre, y encontró que se había vuelto ciego. Publicó sin embargo en 1828 una ácida crítica política de la monarquía danesa que fue inmediatamente prohibida en Dinamarca, Enevoldsmagtens Indførelse i Dannemark i Aaret 1660 – Historisk og kritisk Undersøgelse. La esposa de su hijo, Johanne Luise Heiberg, publicaría más tarde la correspondencia que el escritor mantuvo con su exesposa tras su divorcio.

## Obras más importantes
- Indtogsvise (1790)
- Rigdsdaler-Sedlens haendelser ("Aventuras de un billete de banco", 1787–93)
- Sprog-Grandskning (1798)
- De vonner og vanner (1793)